# Anna Rusticano
Anna Rusticano (* 5. listopadu 1954 Florencie) je italská zpěvačka pop music a autorka písňových textů. Počátkem sedmdesátých let ji objevil producent Walter Guertler, v roce 1972 vydala první singl Con la testa piena di sogni/Mi sveglierò. V roce 1983 vyhrála v Praze mezinárodní festival Intertalent a začala spolupracovat se skladatelem Karlem Svobodou. Absolvovala koncertní turné po Československu a dalších zemích sovětského bloku, moderovala také televizní pořad Abeceda, s českou studiovou skupinou ElektroVox vydala dlouhohrající desku u firmy Supraphon. Jejím největším hitem byla píseň „Strano“[zdroj?] (českou coververzi nazpívala Marcela Holanová pod názvem „Ráno“). Později žila ve Švýcarsku, v polovině devadesátých let pěveckou kariéru ukončila.

## Diskografie (LP’s)
- 1986 – Protagonista
- 1986 – Anna Rustikano
- 1988 – Prendimi con te